# Epidius parvati
Epidius parvati là một loài nhện trong họ Thomisidae.
Loài này thuộc chi Epidius. Epidius parvati được miêu tả năm 2000 bởi Benjamin.